# Алямовский, Илья Владимирович
Илья Владимирович Алямовский (04.09.1930 — 27.01.2000) — российский учёный в области разработки и проектирования электронно-оптических систем (ЭОС) мощных и сверхмощных ламп бегущей волны (ЛБВ), лауреат Государственной премии СССР.
После окончания физического факультета МГУ (1953) работал в ЦНИИ-108 (ЦНИРТИ им. академика А. И. Берга).
В 1961 году переведён в только что основанный НИИ мощных электронных приборов (НПП «Торий»), где организовал лабораторию ЭОС, которой руководил много лет. В 1986—1999 начальник отдела.
С 1999 г. на пенсии.
Кандидат (1959), доктор (1979) технических наук, профессор МИРЭА.
Лауреат Государственной премии СССР (1980). Почётный работник электронной промышленности (1990).
Автор книги:
- Электронные пучки и электронные пушки [Текст] / И. В. Алямовский. — Москва : Советское радио, 1966. — 456 с. : черт. ; 21 см. — Загл. на корешке : Электронные пучки, электронные пушки. — Библиогр.: с. 432—450. — 5500 экз.